# Doug Gilmour
Douglas Robert Gilmour (* 25. června 1963) je bývalý kanadský hokejista, který v National Hockey League odehrál 20 sezón. Po ukončení aktivní kariéry působí jako hokejový trenér.

## Kariéra

### Klubová kariéra
Úspěchů dosáhl již jako junior v týmu Cornwall Royals hrajícího v Ontario Hockey League, když s týmem dvakrát po sobě vybojoval Memorial Cup pro nejlepší tým juniorské Kanadské hokejové ligy, jednou vyhrál bodování a byl vyhlášen nejužitečnějším hráčem OHL. Přesto na první pokus nebyl draftován a v dalším roce - 1982 si jej vybrali St. Louis Blues až jako 134. Zpočátku měl problém získat místo v prvním týmu, v St. Louis měli pocit, že pro NHL není dostatečně fyzicky stavěný. Přesto se proslavil především velkým zápalem do hry a fyzickou odolností, takže si vysloužil přezdívku "Killer". Postupně navyšoval také svou produktivitu a v sezóně 1985/1986 vyhrál kanadské bodování play-off, přestože se jeho tým nedostal do finále. Před sezónou 1988/1989 byl vyměněn do Calgary Flames po vyšetřování sexuálního skandálu, kde mu ale vina prokázaná nebyla, St. Louis však nestálo o negativní publicitu..
V Calgary hned v prvním roce pomohl vybojovat Stanley Cup. V klubu hrál tři a půl roku, než byl vyměněn do Toronto Maple Leafs. Byl součástí největší výměny v historii, když si kluby měnily hned deset hokejistů. V Torontu strávil nejproduktivnější roky. V sezóně 1992/1993 nasbíral 127 bodů, což byl jeho osobní rekord i rekord klubu, a poté v play-off 35 bodů, čímž se umístil na druhém místě hned za Wayne Gretzkym. Byl také nominován na Hartovu trofej. V následujícím roce si připsal 111 bodů. Po výluce v sezóně 1994/1995 měla jeho produktivita pozvolna klesající tendenci, často měnil dres a výraznějšího úspěchu již nedosáhl. Kariéru ukončil v roce 2003 v Torontu.
Po ukončení kariéry pracoval jako asistent trenéra a od roku 2008 jako hlavní trenér v týmu Kingston Frontenacs v OHL.

### Reprezentační kariéra
Kanadu reprezentoval na Kanadském poháru 1987, kde pomohl týmu vybojovat zlaté medaile.

## Úspěchy a ocenění
Týmové
- dvojnásobný vítěz Memorial Cupu - 1980, 1981 s Cornwall Royals
- vítěz Kanadského poháru 1987 - s Kanadou
- držitel Stanley Cupu 1989 - s Calgary Flames

Individuální
- vítěz Eddie Powers Memorial Trophy 1982/83 - nejproduktivnější hráč OHL
- nominován na Hart Memorial Trophy 1992/1993
- držitel Frank J. Selke Trophy 1992/93 - nejlépe bránící útočník
- účastník NHL All-Star Game v letech 1993, 1994

## Rekordy
Klubové rekordy Toronta
- nejvíce bodů v jedné sezóně - 127 (1992/1993)
- nejvíce asistencí v jedné sezóně - 95 (1992/1993)
- nejvíce asistencí v jednom utkání - 6 (1992/1993)

## Prvenství
- Debut v NHL - 4. října 1983 (St. Louis Blues proti Pittsburgh Penguins)
- První asistence v NHL - 26. října 1983 (Calgary Flames proti St. Louis Blues)
- První gól v NHL - 1. listopadu 1983 (St. Louis Blues proti Detroit Red Wings, kanadskému brankáři Eddie Mio)
- První hattrick v NHL - 23. února 1986 (Hartford Whalers proti St. Louis Blues)

## Klubové statistiky
| Sezóna           | Klub                   | Soutěž           |      | Základní část | Základní část | Základní část | Základní část | Základní část |    | Play off | Play off | Play off | Play off | Play off |
| Sezóna           | Klub                   | Soutěž           | Z    | G             | A             | B             | TM            | Z             | G  | A        | B        | TM       |          |          |
| 1980–81          | Cornwall Royals        | QMJHL            | 51   | 12            | 23            | 35            | 35            | 19            | 8  | 13       | 21       | 6        |          |          |
| 1981–82          | Cornwall Royals        | OHL              | 67   | 46            | 73            | 119           | 42            | 5             | 6  | 9        | 15       | 2        |          |          |
| 1982–83          | Cornwall Royals        | OHL              | 68   | 70            | 107           | 177           | 62            | 8             | 8  | 10       | 18       | 16       |          |          |
| 1983–84          | St. Louis Blues        | NHL              | 80   | 25            | 28            | 53            | 57            | 11            | 2  | 9        | 11       | 10       |          |          |
| 1984–85          | St. Louis Blues        | NHL              | 78   | 21            | 36            | 57            | 49            | 3             | 1  | 1        | 2        | 2        |          |          |
| 1985–86          | St. Louis Blues        | NHL              | 74   | 25            | 28            | 53            | 41            | 19            | 9  | 12       | 21       | 25       |          |          |
| 1986–87          | St. Louis Blues        | NHL              | 80   | 42            | 63            | 105           | 58            | 6             | 2  | 2        | 4        | 16       |          |          |
| 1987–88          | St. Louis Blues        | NHL              | 72   | 36            | 50            | 86            | 59            | 10            | 3  | 14       | 17       | 18       |          |          |
| 1988–89          | Calgary Flames         | NHL              | 72   | 26            | 59            | 85            | 44            | 22            | 11 | 11       | 22       | 20       |          |          |
| 1989–90          | Calgary Flames         | NHL              | 78   | 24            | 67            | 91            | 54            | 6             | 3  | 1        | 4        | 8        |          |          |
| 1990–91          | Calgary Flames         | NHL              | 78   | 20            | 61            | 81            | 144           | 7             | 1  | 1        | 2        | 0        |          |          |
| 1991–92          | Calgary Flames         | NHL              | 38   | 11            | 27            | 38            | 46            | —             | —  | —        | —        | —        |          |          |
| 1991–92          | Toronto Maple Leafs    | NHL              | 40   | 15            | 34            | 49            | 32            | —             | —  | —        | —        | —        |          |          |
| 1992–93          | Toronto Maple Leafs    | NHL              | 83   | 32            | 95            | 127           | 100           | 21            | 10 | 25       | 35       | 30       |          |          |
| 1993–94          | Toronto Maple Leafs    | NHL              | 83   | 27            | 84            | 111           | 105           | 18            | 6  | 22       | 28       | 42       |          |          |
| 1994–95          | Rapperswil-Jona Lakers | SUI              | 9    | 2             | 13            | 15            | 16            | —             | —  | —        | —        | —        |          |          |
| 1994–95          | Toronto Maple Leafs    | NHL              | 44   | 10            | 23            | 33            | 26            | 7             | 0  | 6        | 6        | 6        |          |          |
| 1995–96          | Toronto Maple Leafs    | NHL              | 81   | 32            | 40            | 72            | 77            | 6             | 1  | 7        | 8        | 12       |          |          |
| 1996–97          | Toronto Maple Leafs    | NHL              | 61   | 15            | 45            | 60            | 46            | —             | —  | —        | —        | —        |          |          |
| 1996–97          | New Jersey Devils      | NHL              | 20   | 7             | 15            | 22            | 22            | 10            | 0  | 4        | 4        | 14       |          |          |
| 1997–98          | New Jersey Devils      | NHL              | 63   | 13            | 40            | 53            | 68            | 6             | 5  | 2        | 7        | 4        |          |          |
| 1998–99          | Chicago Blackhawks     | NHL              | 72   | 16            | 40            | 56            | 56            | —             | —  | —        | —        | —        |          |          |
| 1999–00          | Chicago Blackhawks     | NHL              | 63   | 22            | 34            | 56            | 51            | —             | —  | —        | —        | —        |          |          |
| 1999–00          | Buffalo Sabres         | NHL              | 11   | 3             | 14            | 17            | 12            | 5             | 0  | 1        | 1        | 0        |          |          |
| 2000–01          | Buffalo Sabres         | NHL              | 71   | 7             | 31            | 38            | 70            | 13            | 2  | 4        | 6        | 12       |          |          |
| 2001–02          | Montreal Canadiens     | NHL              | 70   | 10            | 31            | 41            | 48            | 12            | 4  | 6        | 10       | 16       |          |          |
| 2002–03          | Montreal Canadiens     | NHL              | 61   | 11            | 19            | 30            | 36            | —             | —  | —        | —        | —        |          |          |
| 2002–03          | Toronto Maple Leafs    | NHL              | 1    | 0             | 0             | 0             | 0             | —             | —  | —        | —        | —        |          |          |
| QMJHL/OHL celkem | QMJHL/OHL celkem       | QMJHL/OHL celkem | 186  | 128           | 203           | 331           | 139           | 32            | 22 | 32       | 54       | 24       |          |          |
| NHL celkem       | NHL celkem             | NHL celkem       | 1474 | 450           | 964           | 1414          | 1301          | 182           | 60 | 128      | 188      | 235      |          |          |

## Reprezentace
| Rok                       | Tým                       | Soutěž                    | Z  | G | A | B | TM |
| ------------------------- | ------------------------- | ------------------------- | -- | - | - | - | -- |
| 1981                      | Kanada 20                 | MSJ                       | 5  | 0 | 0 | 0 | 0  |
| 1987                      | Kanada                    | KP                        | 8  | 2 | 0 | 2 | 4  |
| 1990                      | Kanada                    | MS                        | 9  | 1 | 4 | 5 | 18 |
| Juniorská kariéra celkově | Juniorská kariéra celkově | Juniorská kariéra celkově | 5  | 0 | 0 | 0 | 0  |
| Seniorská kariéra celkově | Seniorská kariéra celkově | Seniorská kariéra celkově | 17 | 3 | 4 | 7 | 22 |